# Nashville Predators
Die Nashville Predators (IPA: ['næʃvil pɹe.də.təɹs]) sind ein US-amerikanisches Eishockey-Franchise der National Hockey League aus Nashville im Bundesstaat Tennessee. Es wurde am 25. Juni 1997 gegründet und nahm zum Beginn der Saison 1998/99 den Spielbetrieb auf. Die Teamfarben sind Gold, Marineblau und Weiß. Der Beiname und das Logo des Teams erinnern an den Fund fossiler Überreste eines Säbelzahntigers in den frühen 1970er Jahren in der Stadt.
Die Predators tragen ihre Heimspiele in der Bridgestone Arena aus und sind eines der jüngsten der insgesamt 32 NHL-Teams. Der Gewinn des prestigeträchtigen Stanley Cups blieb dem Team trotz mehrerer Playoff-Teilnahmen bisher verwehrt, wobei die Predators in der Saison 2016/17 erstmals den Einzug in die Finalserie schafften.

## Geschichte

### Gründung und Start in der NHL (1996–2000)
Am 9. August 1996 reichten die Leipold Hockey Holdings und Gaylord Entertainment Company eine Bewerbung für ein Expansion-Franchise bei der National Hockey League ein. Als Austragungsort der Eishockeyspiele wurde die Stadt Nashville angegeben. Craig Leipold, Besitzer der Leipold Hockey Holdings, war hauptverantwortlich für diese Bewerbung. Am 25. Juni 1997 gaben die NHL Board of Governors bekannt, dass Nashville eine von vier Städten ist, die ein eigenes NHL-Expansion-Franchise bekommt. Neben Nashville wurden Atlanta, Columbus und St. Paul ein Expansion-Franchise zuerkannt. Am 1. Juli wurde Jack Diller zum ersten Präsidenten der Nashville Predators ernannt. Kurze Zeit später wurde David Poile als erster General Manager der Franchise-Geschichte bekannt gegeben. Barry Trotz wurde am 6. August zum Trainer der Predators ernannt. Somit waren die wichtigsten organisatorischen Positionen der Predators schon früh besetzt.
Am 27. September 1997 gaben Craig Leipold und Jack Diller den Teamnamen „Predators“ bekannt, der Name wurde mit einer Zwei-Drittel-Mehrheit von den Fans gewählt. Am 13. November 1997 wurde das Klublogo im Wildhorse Saloon in Nashville präsentiert. Am 4. Mai 1998 wurden die Predators offiziell als 27. Team in die National Hockey League aufgenommen.
Im Juni 1998 wurde mit Marián Cisár der erste Spieler verpflichtet, am Ende des Monats fand der Expansion Draft statt, bei dem die Predators jeweils einen Spieler vom Gegner frei wählen konnten (nur die, die von den einzelnen Teams nicht gesperrt wurden). Die Predators entschieden sich unter anderem für Mike Dunham, Greg Johnson, Tomáš Vokoun und Scott Walker.
Am 27. Juni fand der Entry Draft statt. Mit ihrem ersten Wahlrecht wählten die Predators David Legwand an zweiter Stelle aus. Am 6. Juli wurde Tom Fitzgerald zum ersten Kapitän des Franchise ernannt. Das erste Spiel im „GEC“ bestritten die Predators gegen die Florida Panthers und verloren mit 0:1. Das erste Tor der Franchise-Geschichte erzielte Andrew Brunette gegen die Carolina Hurricanes im zweiten Spiel. Am Ende gewannen die Predators 3:2, was auch zugleich der erste Franchise-Sieg war. Am 15. Januar 1999 gelang Tomáš Vokoun das erste Shutout eines Torwarts der Nashville Predators. Vokoun stoppte 31 Schüsse beim 2:0-Sieg gegen die Phoenix Coyotes. Die Predators beendeten ihre erste Saison mit 28 Siegen, sieben Unentschieden und 47 Niederlagen, was den zwölften und vorletzten Platz in der Western Conference bedeutete. Insgesamt kamen 664.000 Zuschauer zu den 41 Heimspielen, was einen Schnitt von 16.202 Zuschauern pro Spiel bedeutet (Auslastung von 94 %). Topscorer der Mannschaft in der ersten Saison wurde Cliff Ronning mit 60 Punkten.

### Das neue Jahrtausend (2000–2005)
In der Saison 1999/2000 wurde, trotz sieben Punkten mehr als in der vergangenen Saison, der letzte Platz in der Western Conference belegt. Abermals wurde Cliff Ronning Topscorer und stellte mit 26 Toren und 62 Punkten zwei Franchiserekorde auf. In der Saison 2000/01 machten die Predators den ersten richtigen Sprung nach vorne. Zwar wurden mit 34 Siegen und 80 Punkten die Play-offs wieder nicht erreicht, aber konnten sie fünf Mannschaften aus der Western Conference hinter sich lassen, außerdem beendeten die Predators eine Saison erstmals nicht auf den letzten Platz in der Central Division. Topscorer war, wie in den beiden Saisons zuvor, Cliff Ronning, der mit 43 Assists einen neuen Franchiserekord aufstellte. In der Saison 2001/02 wurde Cliff Ronning an die Los Angeles Kings abgegeben, in dieser Saison gewann das Team 28 Spiele und 69 Punkte, das waren sechs Zähler mehr als in ihrer ersten Saison.
Die Saison 2002/03 verlief nicht viel anders, als die vorherige aufgehört hatte. Mit 27 Siegen und 183 Toren stellten sie einen neuen Franchise-Negativrekord mit den wenigsten Toren und Siegen in einer Saison auf. In der Saison 2003/04 waren die Predators zum ersten Mal seit 2001 auf den Weg in Richtung Play-offs. Leipold sah die große Chance erstmals in die Runde der letzten 16 zu kommen und verpflichtete deshalb mit Steve Sullivan neue Verstärkung aus Chicago. Mit der Unterstützung von Sullivan schafften den Predators mit Platz acht in der Western Conference als letztes Team den Einzug in die Playoffs. Dort scheiterten sie an den Detroit Red Wings mit 2:4-Siegen.
Während des Lockouts in der Saison 2004/05 begaben sich die Predators auf die Suche nach einem All-Star-Spieler. Sie hatten zwar mit Vokoun und Timonen Spieler, die ein All-Star-Spiel bestritten hatten, dennoch verpflichteten sie mit Paul Kariya einen Spieler, der gegen Ende der 1990er Jahre zu den Aushängeschildern der Liga zählte.

### Zeit nach dem Lockout (2005–2007)
In der Saison 2005/06 gewannen die Predators durch Kariyas Unterstützung zu Saisonbeginn acht Spiele in Folge. Teilweise übernahmen sie, wenn auch kurz, die Führung in der Western Conference, doch in dieser Phase kam es zu vielen Verletzungen. Mit Greg Johnson, Scott Walker, Steve Sullivan und David Legwand fielen immer wieder wichtige Spieler aus, nur Paul Kariya hielt als einziger Stürmer allen Verletzungen stand und spielte in allen Partien. Am Ende der Saison wurden mit dem vierten Platz in der Western Conference, 49 Siegen und 106 Punkten neue Franchise-Rekorde aufgestellt. Paul Kariya sorgte mit 31 Toren, 54 Vorlagen und 85 Punkten für einen neuen Franchise-Rekord in jeder dieser drei Kategorien. In den Playoffs gewann die Mannschaft jedoch nur ein Spiel in der ersten Runde gegen die San Jose Sharks.
In der Saison 2006/07 gab es einige Veränderungen im Kader der Predators. Mit Greg Johnson wurde der Kapitän entlassen und mit Scott Walker dessen Alternative transferiert. Mit Jason Arnott und Jean-Pierre Dumont wurde zwei namhafte Neuverpflichtungen getätigt. Die Predators ernannten Kimmo Timonen zum neuen Kapitän, Paul Kariya und Steve Sullivan übernahmen die Position der Assistenten. Am 9. Februar 2007 wurde Josef Vašíček zurück zu den Carolina Hurricanes für Éric Bélanger transferiert. Bereits am nächsten Tag, wurde Bélanger für Witali Wischnewski nach Atlanta geschickt. Die Predators hatten bis vor den Wischnewski-Transfer mit Shea Weber einen Verteidiger, der auch seinen Körper einsetzt, um die gegnerischen Angriffe zu stoppen.
Am Abend des 15. Februar 2007 wurde Peter Forsberg von den Philadelphia Flyers für Scottie Upshall, Ryan Parent – zwei frühere Erstrunden-Picks der Nashville Predators – sowie jeweils einem Erstrunden- und leistungsbedingten Drittrunden-Pick im NHL Entry Draft 2007 zu den Nashville Predators transferiert. Die Nashville Predators waren bis März auf dem besten Weg die Presidents’ Trophy zu gewinnen, doch wie in der vorherigen Saison mussten die Predators auf wichtige Spieler, wie Steve Sullivan, Martin Erat, Scott Hartnell und Scott Nichol verzichten. Diese Ausfälle konnte das Team nicht kompensieren, sodass die Predators die letzten vier Spiele gegen den direkten Division-Rivalen, die Detroit Red Wings, verloren. Somit wurden die Preds am Ende der Saison erneut Vierter, obwohl sie diesmal die zweitmeisten Punkte in der Western Conference gesammelt hatten. In den Playoffs trafen die Predators auf die San Jose Sharks. Die Nashville Predators gewannen wie im Jahr zuvor nur ein Heimspiel und somit war für die Predators zum dritten Mal in Folge in der ersten Runde Endstation.

### Verkauf des Franchise und Jahre der Stabilisierung (2007–2011)
Am 24. Mai 2007 gab der bisherige Besitzer der Predators Craig Leipold bekannt, dass er mit Jim Balsillie eine Absichtserklärung über den Verkauf des Teams unterschrieb. Der aus Montreal kommende Balsillie musste bis zum 30. Juni die erforderlichen Formalitäten erfüllen. Für die Saison 2007/08 war ein Verbleib des Teams in Nashville sichergestellt. Im darauffolgenden Jahr wäre ein Standortwechsel vorstellbar, wenn die Predators am Ende der Saison einen Zuschauerschnitt unter 14.000 aufweisen würden. Im Gespräch sollte ein Standort im südlichen Ontario sein, wobei der Favorit die Stadt Hamilton war. Jedoch entschied sich Leipold das Franchise doch nicht an Jim Balsillie zu verkaufen und begann mit William DelBiaggio, der die Predators nach Kansas City im US-Bundesstaat Missouri umsiedeln wolle, und einer Investorengruppe mit dem Namen Predators Holding LLC, die die Predators in Nashville halten wolle, zu verhandeln. Leipold entschied sich für die Predators Holding LLC, die für das Franchise 193 Millionen US-Dollar zahlten. Eine Vereinbarung mit der Stadt Nashville sollte den Verbleib des Franchise in Nashville für die nächsten fünf Jahre sicherstellen, im Gegenzug würde die Stadt Nashville in dieser Zeit Gelder in die Arena investieren. Falls das Franchise in den nächsten fünf Jahren, Nashville verlassen würde, müsste die Investorengruppe die investierten Gelder in die Arena zurückzahlen. Am 6. Dezember 2007 stimmte schließlich die Versammlung der NHL-Teambesitzer dem Verkauf des Franchise zu. David Freeman übernahm daraufhin den Vorsitz der Predators.
Als Folge dieses Verkaufs wurde das Team umgebaut, im Vordergrund stand die Investition in Draftpicks, da den Predators nicht mehr so viele finanzielle Mittel zur Verfügung standen. Am 18. Juni 2007 wurden die Rechte an den Spielern Kimmo Timonen und Scott Hartnell an den Philadelphia Flyers übergeben. Die Predators bekamen dafür ihren Erstrunden-Wahlrecht im NHL Entry Draft 2007 zurück, den sie für Peter Forsberg den Flyers gegeben hatten. David Poile, General Manager der Nashville Predators, gab am Ende Juni bekannt, dass er mit allen Mitteln versuchen wird Paul Kariya in Nashville zu halten, jedoch musste er dieses Vorhaben bald aufgeben, da Kariya am 2. Juli seinen Wechsel zu den St. Louis Blues bekannt gab. Die Predators hatten trotz der vielen Abgänge schon früh ihren Kader für die Saison 2007/08 beisammen. Mit 29 Spielern war dies der kleinste Kader, den die Predators jemals gestellt hatten. Am 24. August wurde bekannt, dass Steve Sullivan wegen einer Verletzung für mindestens drei Monate ausfallen wird, damit mussten die geschwächten Predators auf eine weitere Stütze verzichten. Am Ende konnte Sullivan wegen seiner Verletzung kein Spiel für die Predators in der Saison 2007/08 bestreiten. Durch die vielen Abgänge konnten die Predators ihre Ausgaben für Spielergehälter auf 35,446 Millionen US-Dollar herunterschrauben, damit gab kein anderes NHL-Team so wenig für Spielergehälter aus, wie die Predators. Kurze Zeit bestand die Gefahr, dass die Predators unter die von der NHL festgelegte Gehaltsuntergrenze fallen würden, da man überlegt hatte die Gehaltsober- sowie Gehaltsuntergrenze etwas zu erhöhen.
In der regulären Saison durchlebten die Predators viele Hochs und Tiefs, was an den vielen Abgängen in der Saisonpause einerseits und an den schwankenden Leistungen von Torwart Chris Mason, der den nach Florida transferierten Vokoun ersetzte, andererseits lag. Aufgrund der unkonstanten Leistungen Masons, kam Dan Ellis, den die Predators aus Dallas geholt hatten, zu immer mehr Einsätzen. Mit der Hilfe von Ellis schafften die Predators schließlich als letzte Mannschaft doch noch den Sprung in die Playoffs. In den Playoffs trafen sie wie in der Saison 2003/04 auf die Detroit Red Wings und verloren die Serie mit 2:4-Siegen. Die Predators hatten somit im vierten Anlauf in Folge die erste Runde der Playoffs nicht überstanden. In der Sommerpause 2008 sorgte Jungstar Alexander Radulow für Aufregung, da er trotz eines gültigen Vertrages mit den Predators einen Drei-Jahres-Vertrag bei den Salawat Julajew Ufa in der Kontinentalen Hockey-Liga unterzeichnet hatte. Da Radulow laut der IIHF mit der Unterzeichnung des Drei-Jahres-Vertrages gegen ein Abkommen zwischen der NHL und allen internationalen Eishockeyverbänden verstoßen hat, wurde Radulow von der IIHF am 18. Juli für internationale Spiele gesperrt. In der Spielzeit 2008/09 wurden mit dem zehnten Platz in der Western Conference die Playoffs verpasst.
Mit den Verpflichtungen von Free Agent-Center Marcel Goc und Verteidiger Francis Bouillon hielten sich die Kaderveränderungen vor der Spielzeit 2009/10 in Grenzen. Eine weitere Verstärkung des Teams erwartete man durch den Erstrunden-Draftpick von 2008 Colin Wilson. Aufgrund einer im Trainingscamp erlittenen Leistenverletzung verbrachte Wilson jedoch die erste Saisonhälfte in der AHL beim Farmteam Milwaukee Admirals. Erst im Februar 2010 konnte Wilson sein Debüt geben. Er überzeugte mit elf Punkten nach 15 Einsätzen und beendete die Saison mit 15 Punkten in 35 Spielen. Eine regelrechte Leistungssexplosion zeigte dafür Patric Hornqvist, der letzte im 2005er Draft ausgewählte Spieler. Nachdem er im Vorjahr nur zwei Tore erzielt hatte, gelangen dem 23 Jahre alten schwedischen Flügelstürmer in 2009/10 als erst viertem Predator (nach Steve Sullivan, Paul Kariya und Jason Arnott) 30 Tore in der regulären Spielzeit. In der Endabrechnung platzierten sich die Predators als Siebte der Western Conference und traten in der ersten Playoff-Runde gegen die Chicago Blackhawks mit den angehenden Starspielern Jonathan Toews und Patrick Kane an. Am 16. April 2010 gelang den von Jason Arnott angeführten Predators mit einem 4:1 im United Center der erste Playoff-Auswärtssieg der Vereinsgeschichte. Das Team aus Nashville verlor die Serie in sechs Spielen und musste somit weiter auf seinen ersten Playoff-Rundensieg warten, während die Blackhawks den Durchmarsch zum Gewinn des Stanley Cups 2010 schafften.
In der Sommerpause 2010 verließen Leistungsträger wie Verteidiger Dan Hamhuis und Jason Arnott das Team. Diese wurden durch Akteure wie das Verteidiger-Duo Shea Weber, der Arnott als Kapitän beerbte, und Ryan Suter ersetzt. Unterstützt von arrivierten Spielern wie Legwand, Erat und Jean-Pierre Dumont sowie jungen Eigengewächsen wie Hornqvist, Wilson, Kevin Klein und Cody Franson optimierte Cheftrainer Barry Trotz das auf defensiver Disziplin und körperlichem Einsatz beruhende Dump’n’Chase-Spielsystem, das in enger Zusammenarbeit mit dem Torwarttrainer-Guru Mitch Korn speziell auf den athletischen finnischen Torwartriesen Pekka Rinne, der Dan Ellis bereits in der Vorsaison den Rang angelaufen hatte, zugeschnitten wurde. Da Rinne aufgrund seiner exzellenten Fanghand vergleichsweise wenig Rebounds zuließ, konzentrierte sich das gesamte Team auf das Fernhalten der gegnerischen Angreifer vom eigenen Torraum, während in der Vorwärtsbewegung auf opportunistisches Torschießen aller vier Sturmreihen vertraut wurde. Mit dieser destruktiven Spielstrategie, bei der 30–40 Schüsse pro Spiel aufs eigene Tor keine Seltenheit waren, blieben die Predators trotz Verletzungspech (Legwand, Erat, Sullivan und Bouillon fielen zum Teil längerfristig aus, der Neuzugang Matthew Lombardi aus Phoenix praktisch die gesamte Saison) in der Spielzeit 2010/11 im Playoff-Rennen.
Angesichts positiver Zuschauerzahlen (in der Saison 2010/11 wurde erstmals seit den beiden Anfangsjahren die Marke von 16.000 Zuschauern pro Spiel überschritten) beschloss General Manager David Poile ein Zeichen zu setzen und holte im Februar 2011 den Center Mike Fisher von den Ottawa Senators gegen mehrere Draftpicks nach Nashville. Dieser Schachzug sollte sich nicht nur auf dem Eis, sondern auch Marketing-technisch auszahlen, da Fisher zu diesem Zeitpunkt bereits mit dem in Nashville lebenden Country-Star Carrie Underwood liiert war, wodurch das Small-Market-Franchise Nashville Predators in einer breiteren Öffentlichkeit präsent wurde. Mit Fisher als Toplinien-Center legte die Mannschaft einen beeindruckenden Endspurt hin. Mit elf Siegen in den letzten 14 Spielen sicherten sich die Predators den zweiten Platz in der Central Division hinter den Erzrivalen aus Detroit, was ihnen die punktgleichen Anaheim Ducks als Erstrundengegner für die Playoffs bescherte. In sechs Partien setzten sich die Predators mit 4:2 durch, wobei in Predators-typischer Manier der NHL-Rookie und Ergänzungsspieler Nick Spaling im entscheidenden Spiel mit zwei Toren zum Playoff-Helden wurde. Damit gelang den Predators erstmals in der Vereinsgeschichte der Einzug ins Western Conference Halbfinale. Dort schied die Mannschaft aus der „Music City“ gegen das punktbeste Team der regulären Saison, die Vancouver Canucks, um die kongenialen Zwillinge Daniel und Henrik Sedin mit 2:4 aus.

### Das Ende der Ära Trotz (2011–2014)
Nachdem die Predators in der Spielzeit 2011/12 mit dem Einzug in die zweite Runde des Stanley Cups den Vorjahreserfolg wiederholen konnten, verpasste das Team in den beiden darauffolgenden Spielzeiten jeweils die Qualifikation für die Playoffs. Infolgedessen wurde Cheftrainer Barry Trotz in der Sommerpause 2014 entlassen. Sein Nachfolger wurde Peter Laviolette, der bereits 2006 mit den Carolina Hurricanes den Stanley Cup gewonnen hatte.

### Cheftrainer Peter Laviolette (2014–2020)
Nachdem die Predators gleich in Peter Laviolettes erster Saison als Cheftrainer in die Playoffs zurückgekehrt waren, erzielten sie in der Spielzeit 2016/17 ihren bislang größten Erfolg, als das Team um den finnischen Torhüter und dreimaligen Vezina-Kandidaten Pekka Rinne das Stanley-Cup-Finale erreichte, dort jedoch gegen die favorisierten Pittsburgh Penguins um Superstar Sidney Crosby mit 2:4 verlor. In der darauffolgenden Spielzeit 2017/18 wurde dieses Ziel verfehlt, als die Predators als punktbeste NHL-Mannschaft und topgesetztes Team in der zweiten Runde der Playoffs gegen die Winnipeg Jets mit 3:4 verloren. Das Folgejahr beendete man erneut als beste Mannschaft der Division, scheiterte jedoch bereits in der ersten Runde der post-season. Schließlich wurde Laviolette im Januar 2020 nach einer bis zu diesem Zeitpunkt enttäuschend verlaufenden Saison 2019/20 entlassen. Ihm folgte der kurz zuvor bei den New Jersey Devils entlassene John Hynes.

## Spielstätten
| Saison               | Zuschauerschnitt |
| 1998/99              | 16.194           |
| 1999/2000            | 16.599           |
| 2000/01              | 15.767           |
| 2001/02              | 14.788           |
| 2002/03              | 13.228           |
| 2003/04              | 13.157           |
| 2004/05              | –                |
| 2005/06              | 14.428           |
| 2006/07              | 15.259           |
| 2007/08              | 14.910           |
| 2008/09              | 15.010           |
| 2009/10              | 14.979           |
| 2010/11              | 16.142           |
| 2011/12              | 16.691           |
| 2012/13              | 16.974           |
| 2013/14              | 16.600           |
| 2014/15              | 16.854           |
| 2015/16              | 16.971           |
| 2016/17              | 17.160           |
| 2017/18              | 17.307           |
| 2018/19              | 17.446           |
| 2019/20              | 17.407           |
| 2020/21              |                  |
| 2021/22              | 18.496           |
| 2022/23              | 17.344           |
| 2023/24              | 17.306           |
| 2024/25              | 17.212           |
| Quelle: hockeydb.com |                  |

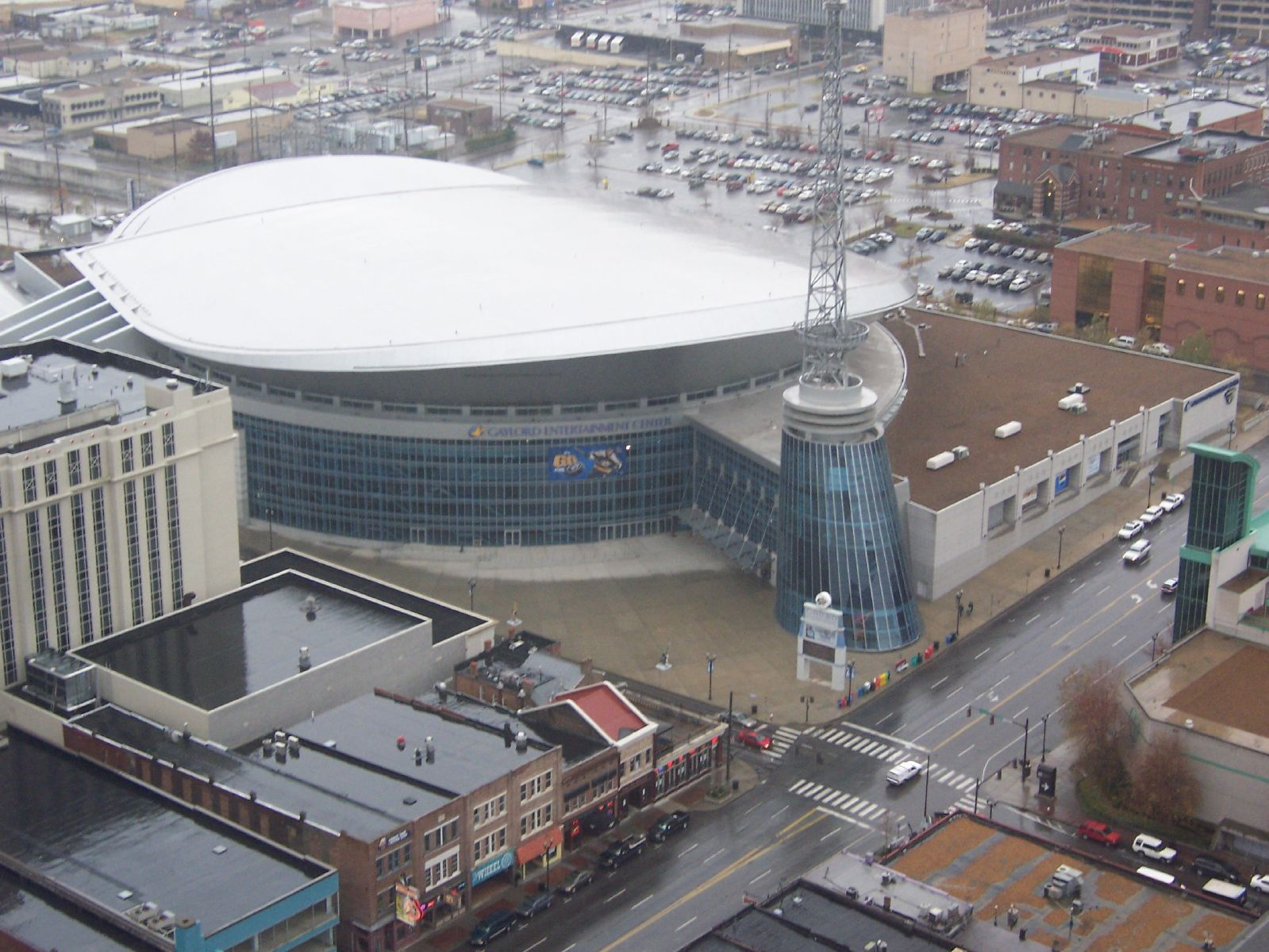
Die Bridgestone Arena in Nashville

Die Nashville Predators spielen seit ihrer Gründung in der Nashville Arena, die von 1997 bis März 2007 den Namen Gaylord Entertainment Center trug, und eine Kapazität von 17.113 bei Eishockeyspielen hat. Am 21. und 22. Juni 2003 fand hier der NHL Entry Draft statt. Von März 2007 bis Mai 2007 hieß die Spielstätte wieder Nashville Arena. Am 18. Mai 2007 kaufte sich die Sommet Group die Namensrechte, wodurch der Arenaname in Sommet Center geändert wurde. Seit 2010 hält Bridgestone die Namensrechte an der Bridgestone Arena.

### Zuschauerzahlen
In den ersten beiden Saisons waren die Heimspiele der Predators noch sehr gut besucht. Während in der ersten Saison durchschnittlich 16.194 Zuschauer die Heimspiele der Predators besuchten, waren es in der darauffolgenden Saison sogar 16.599. Diese Bestmarke wurde bis dato nicht mehr annähernd erreicht, denn dies war zugleich auch die vorerst letzte Saison der Preds mit einem Zuschauerschnitt über 16.000. In den darauffolgenden Saisons kamen kontinuierlich immer weniger Zuschauer zu den Heimspielen der Predators, nur die Spiele gegen die Detroit Red Wings waren nach wie vor jede Saison ausverkauft. Den Tiefpunkt erreichten die Predators in der Saison 2003/04 und das obwohl dies die erste Saison war, in der sich die Preds für die Playoffs qualifizieren konnten. Nach dem Lockout stieg der Zuschauerschnitt erstmals wieder an, dies hing auch mit der Verpflichtung von bekannten Spielern wie Paul Kariya und Peter Forsberg zusammen. Trotzdem war der Zuschauerschnitt verglichen mit den anderen Teams in der NHL relativ niedrig. Die niedrigen Zuschauerzahlen waren auch ein Grund für den Verkauf des Franchise. In der Saison 2007/08 spielte für eine bestimmte Zeit der Zuschauerschnitt für den Verbleib der Predators in Nashville eine sehr wichtige Rolle, denn falls Leipold das Franchise an Jim Balsillie verkauft hätte, hätte dieser das Franchise sofort nach Hamilton übersiedeln können, wenn der Zuschauerschnitt in zwei aufeinanderfolgenden Spielzeiten unter 14.000 Zuschauer pro Spiel gelegen hätte. Da Leipold das Franchise nicht an Jim Balsillie verkauft hat, wurde diese Vereinbarung überflüssig, außerdem wäre man mit einem Schnitt von 14.979 Zuschauern pro Spiel deutlich über der vorgelegten Marke gewesen. Ab der Saison 2010/11 stieg die durchschnittliche Zuschauerzahl dauerhaft auf über 16.000 Zuschauer pro Spiel, wobei in der Saison 2012/13 mit 16.974 Zuschauern ein weiterer Zuschauerrekord aufgestellt wurde, der vier Jahre halten sollte. In der Spielzeit 2016/17 wurde mit 17.160 Spielbesuchern schließlich die 17.000er-Marke geknackt.

## Besitzer und Farmteams
| Saison            | Farmteam               | Liga |
| 1998/99–1999/2000 | Hampton Roads Admirals | ECHL |
| seit 1998/99      | Milwaukee Admirals     | AHL  |
| 2000/01           | New Orleans Brass      | ECHL |
| 2001/02           | Cincinnati Cyclones    | ECHL |
| 2002/03–2003/04   | Toledo Storm           | ECHL |
| 2006/07–?         | New Mexico Scorpions   | CHL  |
| 2007/08–2016/17   | Cincinnati Cyclones    | ECHL |
| 2017              | Norfolk Admirals       | ECHL |
| 2019/20–2021/22   | Florida Everblades     | ECHL |
| seit 2023/24      | Atlanta Gladiators     | ECHL |

Zu den Predators, wie zu allen anderen NHL-Teams, gehören auch Mannschaften in unterklassigen Ligen, sogenannte Farmteams. Im Falle der Nashville Predators sind dies derzeit die Milwaukee Admirals aus der American Hockey League sowie die Atlanta Gladiators aus der ECHL.

## Diverses

### Logo
Die „Raubtiere“ existieren in der National Hockey League seit 1998, der Ursprung des Logos ist dagegen jahrtausendealt. 1971 wurden in Nashville bei Erdaushebungen für den Bau eines Wolkenkratzers die fossilen Überreste eines seit über 10.000 Jahren ausgestorbenen Säbelzahntigers gefunden, was landesweit für Schlagzeilen sorgte. Team-Gründer Craig Leipold wollte mit dem Logo, das einen Säbelzahntiger-Kopf zeigt, an den Fund erinnern.

### Maskottchen
Gnash!, ein anthropomorpher Säbelzahntiger, ist seit 1998 das Maskottchen des Teams. Das Franchise entwickelte über die Jahre auch eine Geschichte rund um ihr Maskottchen. Die Geschichte des Maskottchens beginnt damit, dass bei den Bauarbeiten zur Nashville Arena, der heutigen Bridgestone Arena, unter der Oberfläche ein Säbelzahntiger in einem Eisblock gefunden wurde. Die Arbeiter stellten den Eisblock in die Arena, wo das Eis langsam zu schmelzen begann. Als die Arbeiter am nächsten Tag wieder zur Arena kamen, war das gesamte Eis geschmolzen und der Säbelzahntiger verschwunden. Trotz intensiver Suche wurde er nicht gefunden und man ging davon aus, dass er die Stadt verlassen hatte. Der Säbelzahntiger machte sich vergebens auf die Suche nach Artgenossen. Als er seine Hoffnungen bereits aufgegeben hatte, hörte er am 10. Oktober 1998 wieder das Gebrüll von Säbelzahntigern. Das Gebrüll kam aus der Nashville Arena, wo er feststellte, dass es sich dabei um die Fans der Nashville Predators handelt. Noch heute lebt er in den dunklen Ecken des Stadions, die er nur verlässt, wenn er das Gebrüll der Predators-Fans hört.
Gnash! tritt nicht nur bei den Heimspielen der Predators auf, sondern auch im Laufe des Jahres bei über 300 Veranstaltungen jeglicher Art (Geburtstagsfeiern, Schulen, Paraden, Hochzeiten etc.) innerhalb der Gemeinde. Des Weiteren ist das Maskottchen der Predators ein wichtiger Bestandteil des Delta Dental Kid’s Club, dem Klub für alle Kinder die Fans der Predators sind.

### Trikotdesign und Ausrüstung
Am 12. Februar 1998 präsentierten Barry Trotz, Trainer der Predators und sein Assistenztrainer Paul Gardner das Heim- und Auswärtstrikot der Predators vor 2.000 Fans in der Cool Springs Galleria. Am 21. November 2001 wurde das Alternativtrikot beim Spiel gegen die Chicago Blackhawks präsentiert. Das Logo auf den Schultern des Alternativtrikots wurde später auch auf das Heim- und Auswärtstrikot übertragen, wo zuvor noch die Skyline in Nashville abgebildet war. In der Saison 2007/08 präsentierten die Predators im Zuge eines Ausrüsterwechsels innerhalb der NHL ein neues Heim- und Auswärtstrikot.

### Rivalitäten

#### Chicago Blackhawks
Spätestens seit der Saison 2013/14 verbindet die Predators und die Chicago Blackhawks eine Rivalität. Diese liegt vor allem darin begründet, dass die Predators versuchten, die Fans der Blackhawks aus der Arena fernzuhalten, indem sie beispielsweise Karten nur im Paket für weitere Spiele der Predators verkauften oder den Dauerkartenbesitzern ein größeres Kontingent einräumten. Dies führte zu Unmut bei den Anhängern der Blackhawks, die wiederum versuchten, durch Trickkäufe trotzdem Karten für die Spiele in Nashville zu erwerben. Die Playoff-Serie in der ersten Runde der Stanley-Cup-Playoffs 2015 trug weiter zu einem Zerwürfnis der beiden Fanlager bei. Nach zweimaligem Ausscheiden gegen die Blackhawks (2010 und 2015) gelang den Predators in den Stanley-Cup-Playoffs 2017 der erste Triumph über die Rivalen aus Illinois, wobei es den Predators als erste Mannschaft in der NHL überhaupt gelang, als 8. platziertes Team der Playoff-Setzliste die Nummer 1 der Setzliste mit einem glatten 4:0-Seriensieg auszuschalten (ein sog. ‚Sweep‘).

#### Detroit Red Wings
Die Predators sind ein vergleichsweise junges Team, trotzdem gab es bereits seit der Gründung eine Rivalität zu den Detroit Red Wings. Viele Menschen aus Detroit sind im Laufe der Zeit nach Tennessee ausgewandert, so dass es teilweise nicht überraschend war, dass in den ersten Saisons bei den Heimspielen gegen Detroit die Red-Wings-Fans in der Überzahl waren. Diese Zahl änderte sich über die Jahre langsam zu Gunsten der Predators-Fans. Die Spiele zwischen den Predators und den Red Wings sind in Nashville meistens ausverkauft. Beim Spiel gegen die Red Wings am 13. November 2003 warfen die Fans vier Welsartige auf das Eis, nachdem Nashville das erste Tor erzielt hatte. Diese Aktion ging auf ein Ritual der Detroit Red Wings zurück. Doch auch in sportlicher Hinsicht hat sich über die Jahre eine Rivalität zu den Red Wings aufgebaut. In den letzten drei Spielzeiten kämpften beide Teams um den Titel der Central Division. Auch in den Playoffs trafen die Predators zwischen 2005 und 2008 zwei Mal auf die Red Wings. Jedoch scheiterten die Predators beide Male. In den Playoffs der Saison 2011/12 trafen beide Teams aufeinander, dieses Mal setzten sich allerdings die Predators mit 4:1 Siegen durch.
Durch die Neuanordnung der Liga zur Saison 2013/14 spielen beide Teams nun in unterschiedlichen Conferences, so dass es nur noch zu zwei Spielen zwischen beiden Mannschaften kommt, weswegen die Rivalität zwischen beiden Mannschaften nicht mehr so groß ist wie noch in der Zeit zuvor.

## Erfolge und Ehrungen

### Sportliche Erfolge
| Presidents’ Trophies      |                  |
| Saison                    |                  |
| 2017/18                   |                  |
| Conference Championships  | Saison           |
| Clarence S. Campbell Bowl | 2016/17          |
| Division Championships    | Saison           |
| Central Division          | 2017/18, 2018/19 |

Nach für ein Expansion Team gewöhnlichen Anlaufschwierigkeiten konnten sich die Predators als sportlich stabiles Franchise in der NHL etablieren. So erreichte man sechs zweite Plätze in der Central Division seit der Spielzeit 2005/06. Des Weiteren gelang in der Saison 2003/04 erstmals die Qualifikation für die Playoffs. Jedoch unterlag man direkt in der ersten Runde den Detroit Red Wings. In den folgenden Spielzeiten konnte man sich mit Ausnahme von drei Spielzeiten immer für die Playoffs qualifizieren und gewann in der Saison 2010/11 gegen die Anaheim Ducks erstmals die erste Runde.
In der Saison 2016/17 wurde das Finale um den Stanley Cup erreicht, nachdem man die Western Conference gegen die Ducks gewinnen konnte. In der folgenden Spielzeit 2017/18 gewannen die Predators schließlich nach 19 Jahren ihren ersten Divisionstitel in der Central Division sowie die Presidents’ Trophy als punktbestes Team der regulären Saison.

### NHL Awards und All-Star Team-Nominierungen
| Auszeichnung                          | Name                                               | Saison                                    |
| Bill Masterton Memorial Trophy        | Steve Sullivan                                     | 2008/09                                   |
| James Norris Memorial Trophy          | Roman Josi                                         | 2019/20                                   |
| King Clancy Memorial Trophy           | Pekka Rinne                                        | 2020/21                                   |
| Lester Patrick Trophy                 | David Poile                                        | 2000/01                                   |
| NHL Foundation Player Award           | Mike Fisher                                        | 2011/12                                   |
| NHL General Manager of the Year Award | David Poile                                        | 2016/17                                   |
| Mark Messier Leadership Award         | Shea Weber Wayne Simmonds                          | 2015/16 2018/19                           |
| Roger Crozier Saving Grace Award      | Dan Ellis                                          | 2007/08                                   |
| Vezina Trophy                         | Pekka Rinne                                        | 2017/18                                   |
| First All-Star Team                   | Shea Weber Pekka Rinne Roman Josi                  | 2010/11 2017/18 2019/20, 2021/22, 2023/24 |
| Second All-Star Team                  | Pekka Rinne Shea Weber P. K. Subban Filip Forsberg | 2010/11 2013/14, 2014/15 2017/18 2023/24  |
| All-Rookie Team                       | Filip Forsberg Juuse Saros Alexandre Carrier       | 2014/15 2017/18 2021/22                   |

### NHL All-Star Game-Nominierungen
| Jahr | Name                                                       |
| 2015 | Filip Forsberg Shea Weber Pekka Rinne* Peter Laviolette*** |
| 2016 | Roman Josi James Neal Pekka Rinne Shea Weber               |
| 2017 | P. K. Subban                                               |
| 2018 | Pekka Rinne P. K. Subban Peter Laviolette***               |
| 2019 | Pekka Rinne Roman Josi                                     |
| 2020 | Roman Josi                                                 |
| 2022 | Roman Josi Juuse Saros                                     |
| 2023 | Juuse Saros                                                |
| 2024 | Filip Forsberg                                             |

| Jahr | Name                                                          |
| 1999 | Sergei Kriwokrassow                                           |
| 2000 | Kimmo Timonen*                                                |
| 2002 | Scott Hartnell** David Legwand**                              |
| 2003 | Adam Hall**                                                   |
| 2004 | Kimmo Timonen Tomáš Vokoun Dan Hamhuis**                      |
| 2007 | Kimmo Timonen Alexander Radulow** Shea Weber** Barry Trotz*** |
| 2008 | Jason Arnott                                                  |
| 2009 | Shea Weber Pekka Rinne**                                      |
| 2011 | Shea Weber                                                    |
| 2012 | Ryan Suter Shea Weber                                         |

*00Absage wegen Verletzung

**0Teilnahme am YoungStars Game

*** Teilnahme als Trainer
Insgesamt wurden bisher 19 Spieler der Nashville Predators von den Fans aufgrund ihrer Beliebtheit ins All-Star Game gewählt oder aufgrund ihrer Leistungen von den Trainern nominiert. 1999 wurde der Russe Sergei Kriwokrassow als erster Spieler der Franchisegeschichte für das All-Star Game nominiert und lief für die Mannschaft der Welt All-Stars aufs Eis, wobei er punktlos blieb. Ein Jahr später erhielt Verteidiger Kimmo Timonen eine Nominierung, verpasste allerdings das Spiel verletzungsbedingt. 2002 und 2003 stellten die Predators lediglich Spieler für das YoungStars Game, ehe ein Jahr später mit Kimmo Timonen und Tomáš Vokoun erstmals zwei Spieler aus Nashville aufgrund ihrer Leistungen in den Kader aufgeboten wurden. Beide gingen für die Mannschaft der Western Conference aufs Eis, Vokoun stand im zweiten Drittel des Spiels im Tor und kassierte vier Gegentore.
Da die Saison 2004/05 aufgrund eines Lockouts abgesagt wurde und im Folgejahr die Olympischen Winterspiele 2006 ausgetragen wurden, fand das nächste NHL All-Star Game erst 2007 statt. Abermals wurde Timonen nominiert, neben ihm erhielt auch Cheftrainer Barry Trotz eine Nominierung, da die Predators ihre bisher beste Saison absolvierten. Trotz betreute die Mannschaft der Western Conference als Assistenztrainer. 2008 erzielte Jason Arnott als erster Spieler der Franchisegeschichte einen Scorerpunkt im All-Star Game. Ein Jahr später war erstmals Shea Weber nominiert. Auch 2011 war Shea Weber der einzige nominierte Spieler der Predators und in diesem Spiel mit vier Torvorlagen erfolgreich. Insgesamt wurde Weber bisher fünf Mal nominiert und hält damit den Franchise-Rekord.
Beim NHL All-Star Game 2016 fungierten die Predators als Gastgeber und waren mit insgesamt vier Akteuren vertreten.

### Saisonstatistik
Abkürzungen: GP = Spiele, W = Siege, L = Niederlagen, T = Unentschieden, OTL = Niederlagen nach Overtime bzw. Shootout, Pts = Punkte, GF = Erzielte Tore, GA = Gegentore
| Saison    | GP   | W    | L   | T  | OTL | Pts  | GF   | GA   | Platz                | Playoffs |
| 1998/99   | 82   | 28   | 47  | 7  | –   | 63   | 190  | 261  | 4., Central Division | nicht qualifiziert |
| 1999/2000 | 82   | 28   | 40  | 7  | 7   | 70   | 199  | 240  | 4., Central Division | nicht qualifiziert |
| 2000/01   | 82   | 34   | 36  | 9  | 3   | 80   | 186  | 200  | 3., Central Division | nicht qualifiziert |
| 2001/02   | 82   | 28   | 41  | 13 | 0   | 69   | 196  | 230  | 4., Central Division | nicht qualifiziert |
| 2002/03   | 82   | 27   | 35  | 13 | 7   | 74   | 183  | 206  | 4., Central Division | nicht qualifiziert |
| 2003/04   | 82   | 38   | 29  | 11 | 4   | 91   | 216  | 217  | 3., Central Division | Niederlage im Conference-Viertelfinale, 2:4 (Detroit) |
| 2004/051  | –    | –    | –   | –  | –   | –    | –    | –    | –                    | – |
| 2005/06   | 82   | 49   | 25  | –  | 8   | 106  | 259  | 227  | 2., Central Division | Niederlage im Conference-Viertelfinale, 1:4 (San Jose) |
| 2006/07   | 82   | 51   | 23  | –  | 8   | 110  | 272  | 212  | 2., Central Division | Niederlage im Conference-Viertelfinale, 1:4 (San Jose) |
| 2007/08   | 82   | 41   | 32  | –  | 9   | 91   | 230  | 229  | 2., Central Division | Niederlage im Conference-Viertelfinale, 2:4 (Detroit) |
| 2008/09   | 82   | 40   | 34  | –  | 8   | 88   | 213  | 233  | 5., Central Division | nicht qualifiziert |
| 2009/10   | 82   | 47   | 29  | –  | 6   | 100  | 225  | 225  | 3., Central Division | Niederlage im Conference-Viertelfinale, 2:4 (Chicago) |
| 2010/11   | 82   | 44   | 27  | –  | 11  | 99   | 213  | 190  | 2., Central Division | Sieg im Conference-Viertelfinale, 4:2 (Anaheim) Niederlage im Conference-Halbfinale, 2:4 (Vancouver)                                                                                      |
| 2011/12   | 82   | 48   | 26  | –  | 8   | 104  | 237  | 210  | 2., Central Division | Sieg im Conference-Viertelfinale, 4:1 (Detroit) Niederlage im Conference-Halbfinale, 1:4 (Phoenix)                                                                                        |
| 2012/132  | 48   | 16   | 23  | –  | 9   | 41   | 111  | 139  | 5., Central Division | nicht qualifiziert |
| 2013/14   | 82   | 38   | 32  | –  | 12  | 88   | 216  | 242  | 6., Central Division | nicht qualifiziert |
| 2014/15   | 82   | 47   | 25  | –  | 10  | 104  | 232  | 208  | 2., Central Division | Niederlage im Conference-Viertelfinale, 2:4 (Chicago) |
| 2015/16   | 82   | 41   | 27  | –  | 14  | 96   | 224  | 213  | 4., Central Division | Sieg im Conference-Viertelfinale, 4:3 (Anaheim) Niederlage im Conference-Halbfinale, 3:4 (San Jose)                                                                                       |
| 2016/17   | 82   | 41   | 29  | –  | 12  | 94   | 240  | 224  | 4., Central Division | Sieg im Conference-Viertelfinale, 4:0 (Chicago) Sieg im Conference-Halbfinale, 4:2 (St Louis) Sieg im Conference-Finale, 4:2 (Anaheim) Niederlage im Stanley-Cup-Finale, 2:4 (Pittsburgh) |
| 2017/18   | 82   | 53   | 18  | –  | 11  | 117  | 261  | 204  | 1., Central Division | Sieg im Conference-Viertelfinale, 4:2 (Colorado) Niederlage im Conference-Halbfinale, 3:4 (Winnipeg)                                                                                      |
| 2018/19   | 82   | 47   | 29  | –  | 6   | 100  | 236  | 212  | 1., Central Division | Niederlage im Conference-Viertelfinale, 2:4 (Dallas) |
| 2019/203  | 69   | 35   | 26  | –  | 8   | 78   | 212  | 214  | 4., Central Division | Niederlage in der Qualifizierungsrunde, 1:3 (Arizona) |
| 2020/213  | 56   | 31   | 23  | –  | 2   | 64   | 151  | 154  | 4., Central Division | Niederlage in der ersten Runde, 2:4 (Carolina) |
| 2021/22   | 82   | 45   | 30  | –  | 7   | 97   | 262  | 250  | 5., Central Division | Niederlage im Conference-Viertelfinale, 0:4 (Colorado) |
| 2022/23   | 82   | 42   | 31  | –  | 8   | 92   | 223  | 236  | 5., Central Division | nicht qualifiziert |
| 2023/24   | 82   | 47   | 30  | –  | 5   | 99   | 266  | 248  | 4., Central Division | Niederlage im Conference-Viertelfinale, 2:4 (Vancouver) |
| 2024/25   | 82   | 30   | 44  | –  | 8   | 68   | 212  | 274  | 7., Central Division | nicht qualifiziert |
| Gesamt    | 2059 | 1016 | 791 | 60 | 191 | 2283 | 5665 | 5698 |                      | 16 Playoff-Teilnahmen 23 Serien: 7 Siege, 16 Niederlagen 131 Spiele: 56 Siege, 75 Niederlagen                                                                                             |

1 Saison wegen des NHL-Lockout 2004/05 ausgefallen
2 Saison wegen des NHL-Lockout 2012/13 verkürzt
3 Saison wegen der COVID-19-Pandemie verkürzt

### Franchiserekorde
Im Folgenden werden ausgewählte Spielerrekorde des Franchise sowohl über die gesamte Karriere als auch über einzelne Spielzeiten aufgeführt.

#### Karriere
|                                   | Name             | Anzahl                                   |
| Meiste Spiele                     | Roman Josi*      | 962 (in 14 Spielzeiten)                  |
| Meiste aufeinanderfolgende Spiele | Kārlis Skrastiņš | 269 (21. Februar 2000 bis 6. April 2003) |
| Meiste Tore                       | Filip Forsberg*  | 318                                      |
| Meiste Vorlagen                   | Roman Josi*      | 534                                      |
| Meiste Punkte                     | Roman Josi*      | 724                                      |
| Meiste Strafminuten               | Jordin Tootoo    | 725                                      |
| Meiste Shutouts                   | Pekka Rinne      | 60                                       |

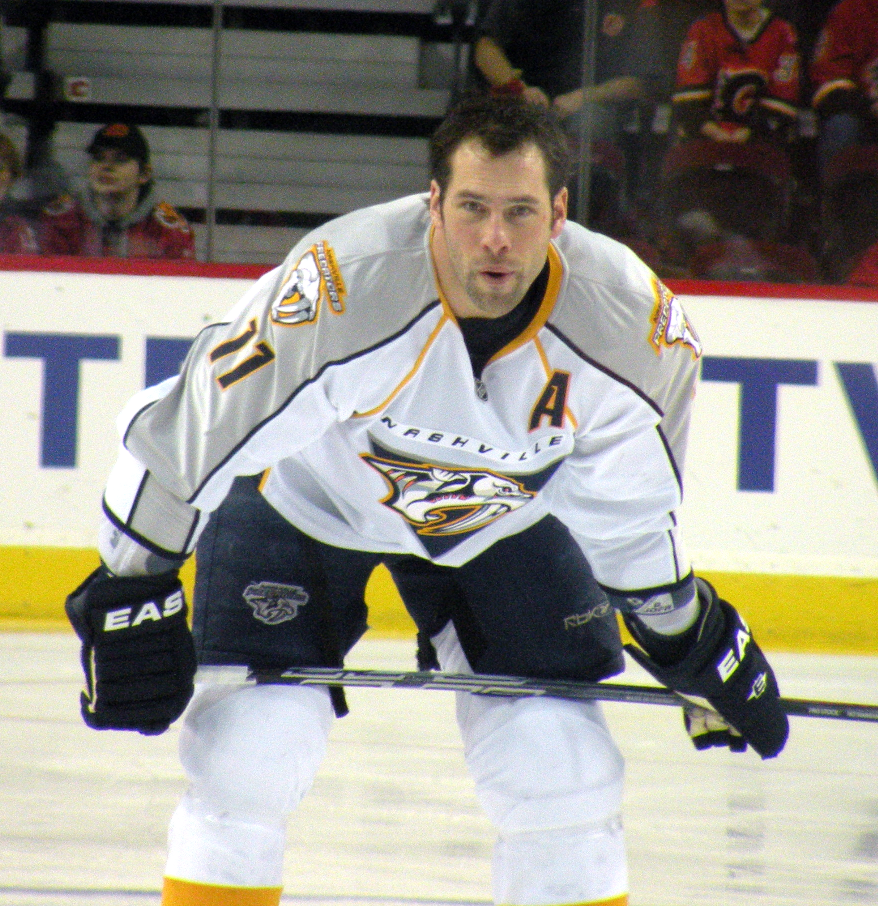
David Legwand absolvierte die meisten Spiele

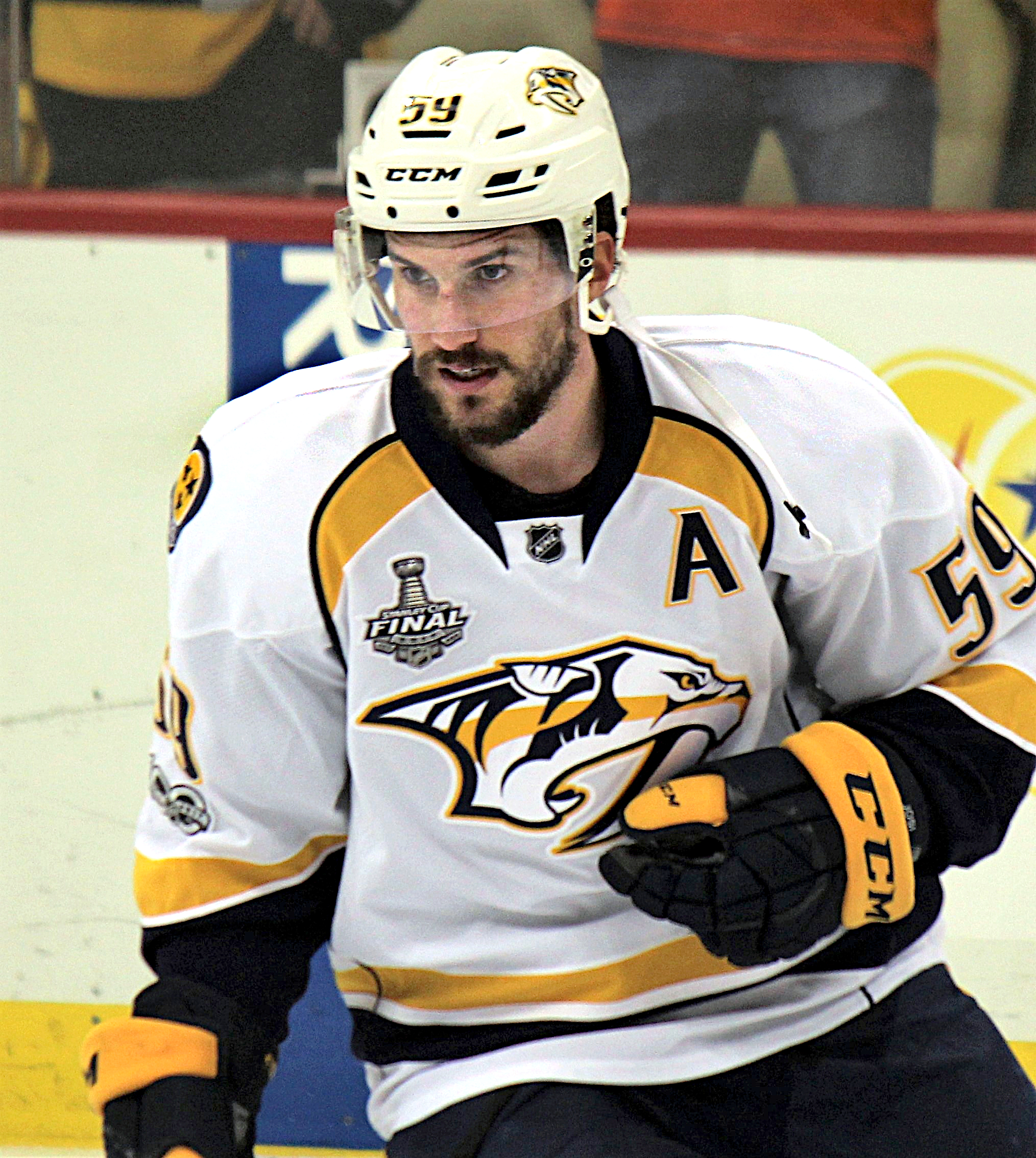
Roman Josi hält diverse Franchise-Rekorde

* aktiver Spieler; Stand nach Ende Saison 2024/25

#### Saison
|                               | Name           | Anzahl                     | Saison  |
| Meiste Tore                   | Filip Forsberg | 48                         | 2023/24 |
| Meiste Vorlagen               | Roman Josi     | 73                         | 2021/22 |
| Meiste Punkte                 | Roman Josi     | 96 (23 Tore + 73 Vorlagen) | 2021/22 |
| Meiste Punkte als Rookie      | Filip Forsberg | 63 (26 Tore + 37 Vorlagen) | 2014/15 |
| Meiste Punkte als Verteidiger | Roman Josi     | 96 (23 Tore + 73 Vorlagen) | 2021/22 |
| Meiste Strafminuten           | Patrick Côté   | 242                        | 1998/99 |
| Meiste Siege als Torhüter     | Pekka Rinne    | 43                         | 2011/12 |

## Trainer
| Name                           | Saison    | Reguläre Saison | Reguläre Saison | Reguläre Saison | Reguläre Saison | Reguläre Saison | Reguläre Saison | Reguläre Saison | Playoffs | Playoffs | Playoffs |
| Name                           | Saison    | GC              | W               | L               | T               | OTL             | Pts             | Pts %           | GC       | W        | L        |
| Barry Trotz                    | 1998–2014 | 1196            | 557             | 479             | 60              | 100             | 1274            | .533            | 50       | 19       | 31       |
| Peter Laviolette               | 2014–2020 | 451             | 248             | 143             | –               | 60              | 556             | .616            | 61       | 32       | 29       |
| John Hynes                     | 2020–2023 | 247             | 134             | 95              | –               | 18              | 286             | .579            | 14       | 3        | 11       |
| Andrew Brunette                | seit 2023 | 164             | 77              | 74              | –               | 13              | 167             | .509            | 6        | 2        | 4        |
| Stand: Ende der Saison 2023/24 |           |                 |                 |                 |                 |                 |                 |                 |          |          |          |

Von der Aufnahme des Spielbetriebs in der Premierensaison 1998/99 bis zur Saison 2013/14 war der Kanadier Barry Trotz als Cheftrainer im Franchise tätig. Während seiner Amtszeit führte er die Predators sieben Mal in sechzehn Spielzeiten in die Play-offs und beendete mit Ausnahme der ersten fünf Spieljahre und der wegen des Lockouts verkürzten Saison 2012/13 die Saison jeweils mit einer positiven Bilanz. Trotz hält den NHL-Rekord für die meisten als Trainer bestrittenen Spiele für ein Team seit dessen Gründung und war bis zu seiner Entlassung im April 2014 der dienstälteste Trainer in der NHL.
Sein Nachfolger wurde Peter Laviolette. Dieser beendete seine ersten drei Spielzeiten jeweils mit einer positiven Bilanz und führte die Predators jeweils in die Playoffs. In seiner ersten Saison schied man in der ersten Runde gegen den späteren Stanley-Cup-Sieger Chicago aus. Im Folgejahr verloren die Predators in der zweiten Runde knapp mit 3:4 gegen die San Jose Sharks. In seiner dritten Saison führte Laviolette sein Team bis ins Stanley-Cup-Finale, wo man gegen die Pittsburgh Penguins 2:4 verlor. Mitte der Saison 2019/20 wurde Laviolette nach einer bis zu diesem Zeitpunkt enttäuschend verlaufenden Spielzeit im Januar 2020 entlassen.
Am 7. Januar 2020 wurde mit John Hynes der neue Trainer vorgestellt, der im Dezember 2019 von den New Jersey Devils freigestellt worden war. Er betreute das Team bis zum Ende der Saison 2022/23 und wurde anschließend durch Andrew Brunette ersetzt.

## General Manager
| Name        | Saison         |
| David Poile | seit 1998–2023 |
| Barry Trotz | seit 2023/24   |

Die Position des General Managers hatte von der Premierensaison 1998/99 bis zum Ende der Saison 2022/23 der Kanadier David Poile inne. Für seinen Beitrag zur Etablierung der Nashville Predators als sportlich erfolgreiches NHL-Franchise wurde David Poile 2017 mit dem NHL General Manager of the Year Award ausgezeichnet.
Zur Saison 2023/24 übernahm der ehemalige Cheftrainer Barry Trotz die Position des General Managers.

## Spieler

### Kader der Saison 2024/25
Stand: 21. Juni 2025
| Nr. | Nat.               | Spieler               | Pos. | Geburtsdatum       | in Org. seit | Geburtsort                                |
| --- | ------------------ | --------------------- | ---- | ------------------ | ------------ | ----------------------------------------- |
| 29  | Finnland           | Justus Annunen        | G    | 11. März 2000      | 2024         | Kempele, Finnland                         |
| 74  | Finnland           | Juuse Saros           | G    | 19. April 1995     | 2015         | Forssa, Finnland                          |
| 20  | Kanada             | Justin Barron         | D    | 15. November 2001  | 2024         | Halifax, Nova Scotia, Kanada              |
| 37  | Vereinigte Staaten | Nick Blankenburg      | D    | 12. Mai 1998       | 2024         | Washington, Michigan, USA                 |
| 7   | Vereinigte Staaten | Marc Del Gaizo        | D    | 11. Oktober 1999   | 2021         | Basking Ridge, New Jersey, USA            |
| 8   | Schweden           | Andreas Englund       | D    | 21. Januar 1996    | 2025         | Stockholm, Schweden                       |
| 59  | Schweiz            | Roman Josi – C        | D    | 1. Juni 1990       | 2010         | Bern, Schweiz                             |
| 3   | Kanada             | Jérémy Lauzon         | D    | 28. April 1997     | 2022         | Val-d’Or, Québec, Kanada                  |
| 76  | Vereinigte Staaten | Brady Skjei           | D    | 26. März 1994      | 2024         | Lakeville, Minnesota, USA                 |
| 24  | Vereinigte Staaten | Spencer Stastney      | D    | 4. Januar 2000     | 2022         | Woodridge, Illinois, USA                  |
| 58  | Kanada             | Michael Bunting       | LW   | 17. September 1995 | 2025         | Scarborough, Ontario, Kanada              |
| 77  | Kanada             | Luke Evangelista      | RW   | 21. Februar 2002   | 2020         | Toronto, Ontario, Kanada                  |
| 9   | Schweden           | Filip Forsberg        | LW   | 13. August 1994    | 2013         | Östervåla, Schweden                       |
| 56  | Finnland           | Erik Haula            | C    | 23. März 1991      | 2025         | Pori, Finnland                            |
| 68  | Kanada             | Zachary L’Heureux     | LW   | 15. Mai 2003       | 2021         | Montréal, Québec, Kanada                  |
| 81  | Kanada             | Jonathan Marchessault | RW   | 27. Dezember 1990  | 2024         | Cap-Rouge, Québec, Kanada                 |
| 47  | Vereinigte Staaten | Michael McCarron      | RW   | 7. März 1995       | 2020         | Macomb, Michigan, USA                     |
| 90  | Kanada             | Ryan O’Reilly – A     | C    | 7. Februar 1991    | 2023         | Clinton, Ontario, Kanada                  |
| 10  | Kanada             | Colton Sissons        | RW   | 5. November 1993   | 2012         | North Vancouver, British Columbia, Kanada |
| 36  | Vereinigte Staaten | Cole Smith            | LW   | 28. Oktober 1995   | 2020         | Brainerd, Minnesota, USA                  |
| 91  | Kanada             | Steven Stamkos        | C    | 7. Februar 1990    | 2024         | Unionville, Ontario, Kanada               |
| 40  | Russland           | Fjodor Swetschkow     | C    | 5. April 2003      | 2023         | Toljatti, Russland                        |
| 19  | Tschechien         | Jakub Vrána           | LW   | 28. Februar 1996   | 2025         | Prag, Tschechien                          |

### Mannschaftskapitäne
| Jahr      | Name           |
| 1998–2002 | Tom Fitzgerald |
| 2002–2006 | Greg Johnson   |
| 2006–2007 | Kimmo Timonen  |
| 2007–2010 | Jason Arnott   |
| 2010–2016 | Shea Weber     |
| 2016–2017 | Mike Fisher    |
| seit 2017 | Roman Josi     |

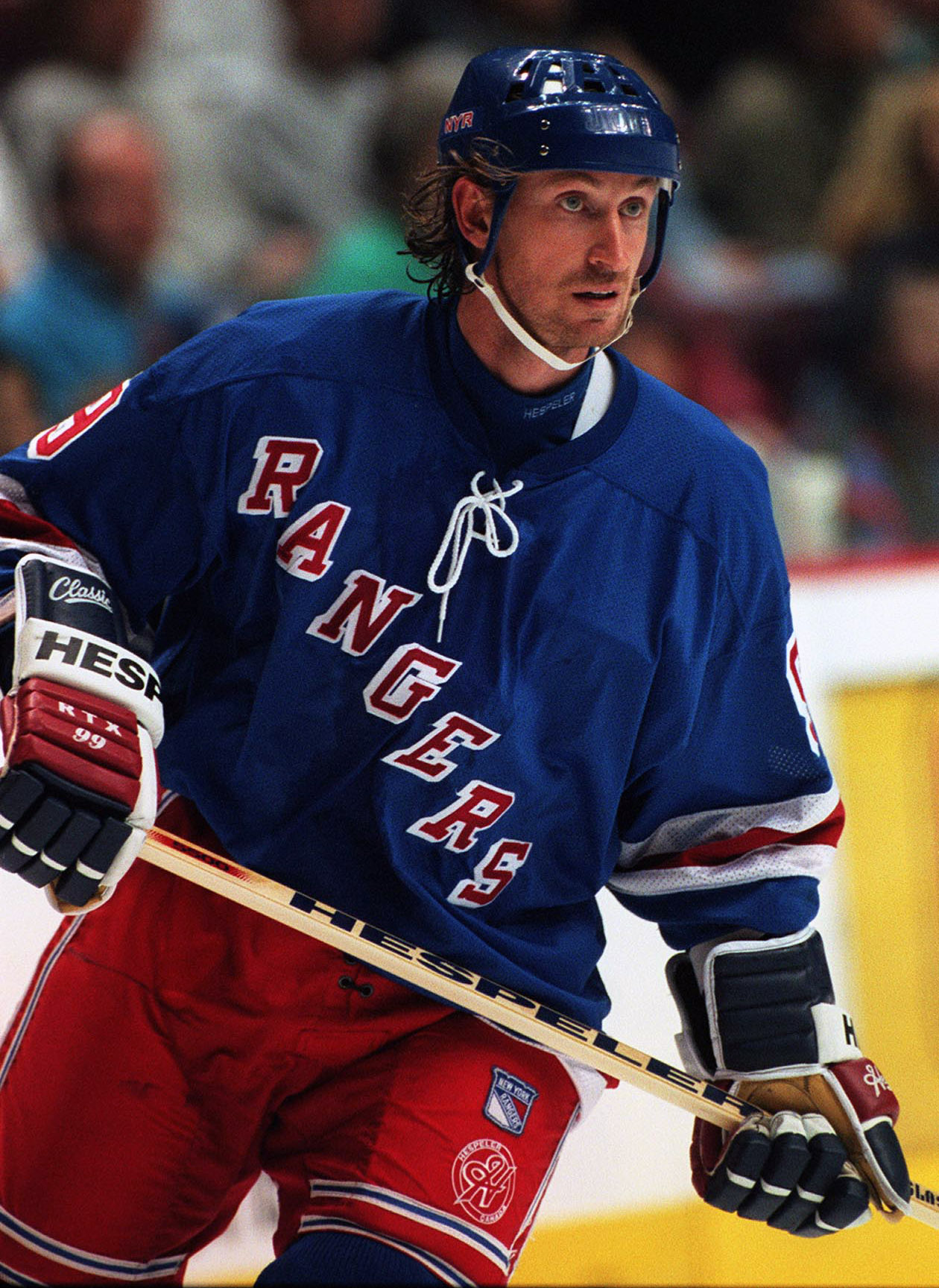
Wayne Gretzky, Träger der berühmten Trikotnummer 99

In der Geschichte der Nashville Predators gab es bisher sieben verschiedene Spieler, die das Amt des Mannschaftskapitäns innehatten.

### Mitglieder der Hockey Hall of Fame
| Name        | Aufnahmedatum | Position |
| Paul Kariya | 2017          | LW       |
| Shea Weber  | 2024          | D        |

### Gesperrte Trikotnummern
Die Nashville Predators haben in ihrer Franchisegeschichte bisher eine Nummer gesperrt, nämlich die Nummer 35 von Torhüter Pekka Rinne am 24. Februar 2022. Zudem ist die berühmte 99 des Kanadiers Wayne Gretzky ligaweit seit dem 6. Februar 2000 gesperrt und wird somit nicht mehr an einen Spieler vergeben.
| Nr. | Name          | Sperrungsdatum             |
| 35  | Pekka Rinne   | 24. Februar 2022           |
| 99  | Wayne Gretzky | 6. Februar 2000 (ligaweit) |

### Erstrunden-Wahlrechte im NHL Entry Draft
| Name              | Jahr | Draft-Position |
| David Legwand     | 1998 | 2.             |
| Brian Finley      | 1999 | 6.             |
| Scott Hartnell    | 2000 | 6.             |
| Dan Hamhuis       | 2001 | 12.            |
| Scottie Upshall   | 2002 | 6.             |
| Ryan Suter        | 2003 | 7.             |
| Alexander Radulow | 2004 | 15.            |
| Ryan Parent       | 2005 | 18.            |
| Jonathon Blum     | 2007 | 23.            |
| Colin Wilson      | 2008 | 7.             |
| Chet Pickard      | 2008 | 18.            |
| Ryan Ellis        | 2009 | 11.            |
| Austin Watson     | 2010 | 18.            |

| Name              | Jahr | Draft-Position |
| Seth Jones        | 2013 | 4.             |
| Kevin Fiala       | 2014 | 11.            |
| Dante Fabbro      | 2016 | 17.            |
| Eeli Tolvanen     | 2017 | 30.            |
| Philip Tomasino   | 2019 | 24.            |
| Jaroslaw Askarow  | 2020 | 11.            |
| Fjodor Swetschkow | 2021 | 19.            |
| Zachary L’Heureux | 2021 | 27.            |
| Joakim Kemell     | 2022 | 17.            |
| Matthew Wood      | 2023 | 15.            |
| Tanner Molendyk   | 2023 | 24.            |
| Jegor Surin       | 2024 | 22.            |
| Brady Martin      | 2025 | 5.             |

Seit 1998 hatten die Predators 26 Wahlrechte in der ersten Runde des NHL Entry Draft, davon acht Stück unter den ersten zehn des jeweiligen Jahrgangs.
Da die Nashville Predators am 22. Juni 2007 das Erstrunden-Wahlrecht der Florida Panthers gemeinsam mit den Zweitrunden-Wahlrechten im NHL Entry Draft 2007 und 2008 im Austausch für Tomáš Vokoun erhielten, besaßen die Predators erstmals in ihrer Geschichte das Recht zwei Spieler in der ersten Runde des NHL Entry Draft auszuwählen. Gleiches traf auf den NHL Entry Draft 2021 und 2023 zu.
In den Jahren 2006, 2011, 2012, 2015 und 2018 verfügte das Franchise über kein Erstrunden-Wahlrecht, da sie diese zuvor in Transfergeschäften abgegeben hatten.

### Franchise-Top-Punktesammler
Die zehn besten Punktesammler in der Geschichte des Franchise bis zum Ende der regulären Saison 2024/25 und der Playoffs 2025.
Abkürzungen: Pos = Position, GP = Spiele, G = Tore, A = Vorlagen, Pts = Punkte, P/G = Punkte pro Spiel
| Name           | Pos | Saison          | GP  | G   | A   | Pts | P/G  |
| Roman Josi     | D   | seit 2011/12    | 962 | 190 | 534 | 724 | 0,75 |
| Filip Forsberg | LW  | seit 2012/13    | 780 | 318 | 363 | 681 | 0,87 |
| David Legwand  | C   | 1998/99–2013/14 | 956 | 210 | 356 | 566 | 0,59 |
| Martin Erat    | RW  | 2001/02–2012/13 | 723 | 163 | 318 | 481 | 0,65 |
| Shea Weber     | D   | 2005/06–2015/16 | 763 | 166 | 277 | 443 | 0,58 |
| Ryan Johansen  | C   | 2015/16–2022/23 | 553 | 110 | 252 | 362 | 0,68 |
| Craig Smith    | RW  | 2011/12–2019/20 | 661 | 162 | 68  | 330 | 0,50 |
| Kimmo Timonen  | D   | 1998/99–2006/07 | 573 | 79  | 222 | 301 | 0,53 |
| Ryan Ellis     | D   | 2011/12–2020/21 | 562 | 75  | 195 | 270 | 0,48 |
| Mattias Ekholm | D   | 2011/12–2022/23 | 719 | 62  | 206 | 268 | 0,37 |

| Name             | Pos | GP | G  | A  | Pts | P/G  |
| Filip Forsberg   | LW  | 81 | 31 | 28 | 59  | 0,73 |
| Ryan Johansen    | C   | 61 | 17 | 31 | 48  | 0,79 |
| Roman Josi       | D   | 91 | 12 | 33 | 45  | 0,49 |
| Ryan Ellis       | D   | 74 | 7  | 31 | 38  | 0,51 |
| Mattias Ekholm   | D   | 75 | 6  | 29 | 35  | 0,47 |
| David Legwand    | C   | 47 | 13 | 15 | 28  | 0,60 |
| Shea Weber       | D   | 59 | 13 | 15 | 28  | 0,47 |
| Viktor Arvidsson | LW  | 61 | 12 | 15 | 27  | 0,44 |
| Colton Sissons   | C   | 71 | 10 | 15 | 25  | 0,35 |
| P. K. Subban     | D   | 41 | 7  | 17 | 24  | 0,59 |

### Bekannte ehemalige Spieler
(Teamzugehörigkeit und Position in Klammern)
- Tom Fitzgerald
(1998–2002, RW)

Zwischen 1998 und 2002 erster Mannschafts-
kapitän der Franchise-Geschichte.
- Cliff Ronning
(1998–2002, C)

Ronning war über mehrere Saisonen hinweg der Topscorer der Predators. Er hielt bis in die Saison 2005/06 hinein den Franchise-Rekord für die meisten Tore.
- Mike Dunham
(1998–2003, G)

Der Gewinner der William M. Jennings Trophy 1997 war die erste Nummer eins im Tor der Predators. Er verlor in der Saison 2002/03 den Stammplatz und ging nach New York.
- Greg Johnson
(1998–2006, C)

In der Saison 2002/03 übernahm er die Position des Mannschaftskapitäns von Tom Fitzgerald. Johnson war der erste Kapitän, der die Predators in die Playoffs führte.
- Kimmo Timonen
(1998–2007, D)

Neun Jahre spielte der Verteidiger im Trikot der Predators. In der Saison 2006/07 war er der dritte Mannschaftskapitän in der Franchise-Geschichte.
- Tomáš Vokoun
(1998–2007, G)

Der All-Star begann 1998 seine NHL-Karriere in Nashville, mit ihm im Tor erreichte man in der Saison 2003/04 erstmals die Playoffs.
- Scott Hartnell
(2000–2007 und 2017/18, LW)

Langjähriger Flügelstürmer, der vor allem wegen seiner übertriebenen Härte bekannt war. Als Hartnell in der Saison 2000/01 mit 18 Jahren debütierte, war er der jüngste Spieler, der jemals für die Predators bei einem Punktspiel aufgelaufen ist.
- Paul Kariya
(2005–2007, LW)

Der zweifache Gewinner der Lady Byng Trophy hält noch heute diverse Franchise-Rekorde und wurde 2017 in die Hockey Hall of Fame aufgenommen.
- Peter Forsberg
(2007, C)

Foppa wurde im Februar 2007 für Upshall, Parent und Draft-Picks verpflichtet. Jedoch kamen die Predators auch mit seiner Hilfe nicht über das Conference Viertelfinale hinaus.
- Ryan Suter
(2005–2012, D)

Gemeinsam mit seinem langjährigen Defensivpartner Shea Weber und Torhüter Pekka Rinne bildete Suter das Rückgrat der Predators-Mannschaft, die von 2010 bis 2012 in zwei aufeinander folgenden Spielzeiten in die 2. Runde der Playoffs einziehen konnte. Sein jäher Wechsel zu den Minnesota Wild im Sommer 2012 bringt ihm allerdings bis heute Buhrufe in der Bridgestone Arena ein.
- David Legwand
(1998–2014, C)

„The Original Predator“. Legwand bestritt ab Tag 1 des Franchise 956 reguläre und 55 Playoff-Spiele für Nashville. Zum Zeitpunkt seines Wechsels nach Detroit im Frühjahr 2014 hielt er so ziemlich jeden Franchise-Karriererekord in den maßgeblichen Offensivkategorien.
- Shea Weber
(2005–2016, D)

Der kompromisslose Verteidiger mit dem NHL-weit gefürchteten Schlagschuss und zweimalige Olympiasieger mit Team Canada war von 2010 bis 2016 Kapitän und die Galionsfigur der Predators.